# KTM 690 Duke
La KTM 690 Duke (ou IV depuis 2012) est un monocylindre de 690 cm3 de la marque KTM qui fait partie des classes roadster et supermotard. Cette moto est disponible bridée en 48 ch pour le permis A2 puis en version débridée pour le permis A en 68 ch.

## Présentation
La 690 Duke possède un style agressif et est très maniable grâce à son style de roadster et supermotard, avec un angle de chasse faible et un poids très faible. La 690 est la plus puissante moto monocylindre du monde fabriquée en série, développant 54 kW. La présentation officielle de la 690 a eu lieu au Salon de la moto de Milan 2015, accompagnée de sa déclinaison R. Elle est sortie en France en janvier 2015.

## Historique de la lignée de la 690 et caractéristiques techniques
Plusieurs générations se sont succédé :
- la I ou 620 entre 1994 et 1997 ;
- la II ou 640 entre 1998 et 2007 ;
- la III ou 690 entre 2008 et 2011 ;
- la IV ou 690 depuis 2012.

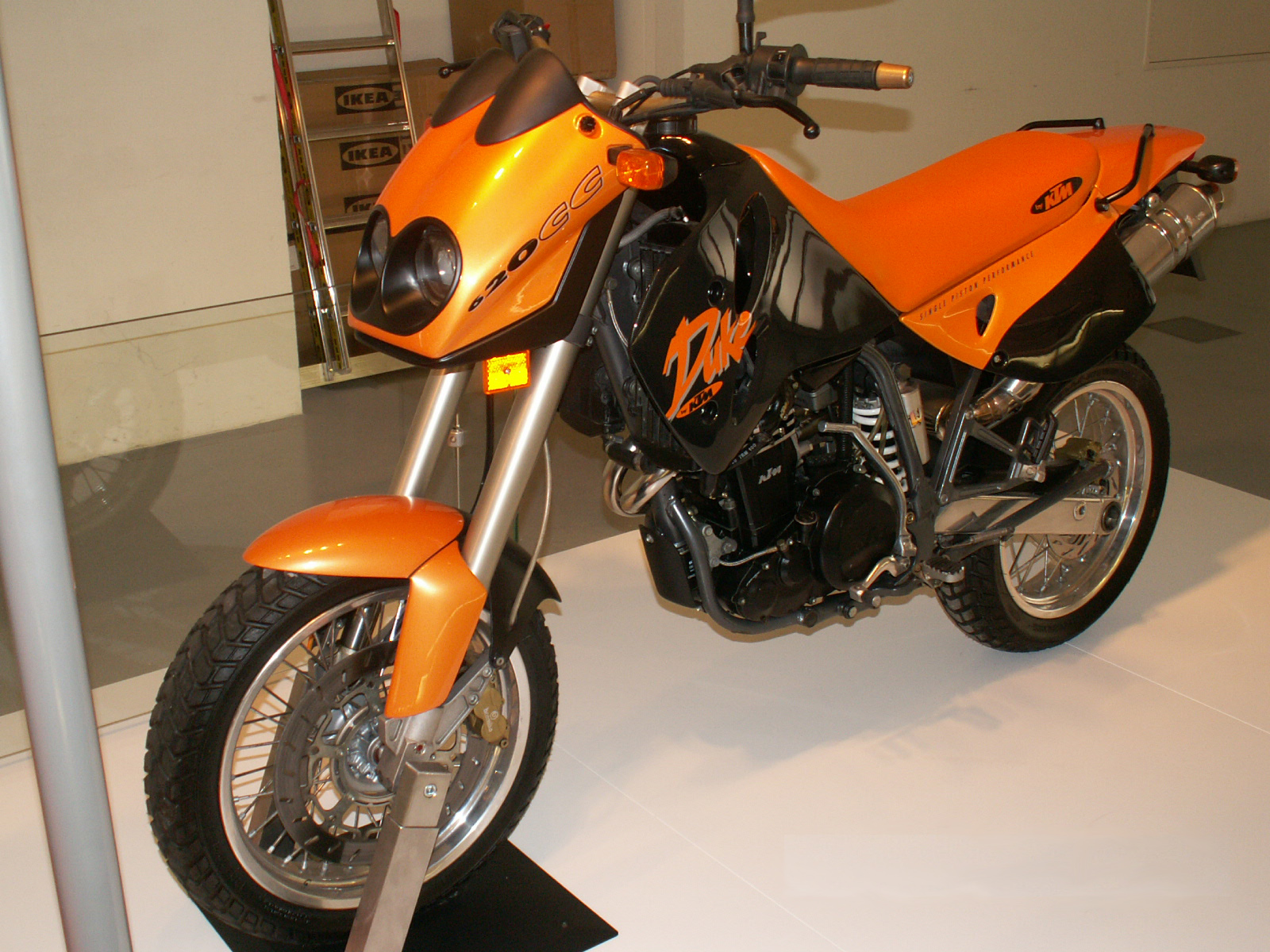
Duke 620 (version I).
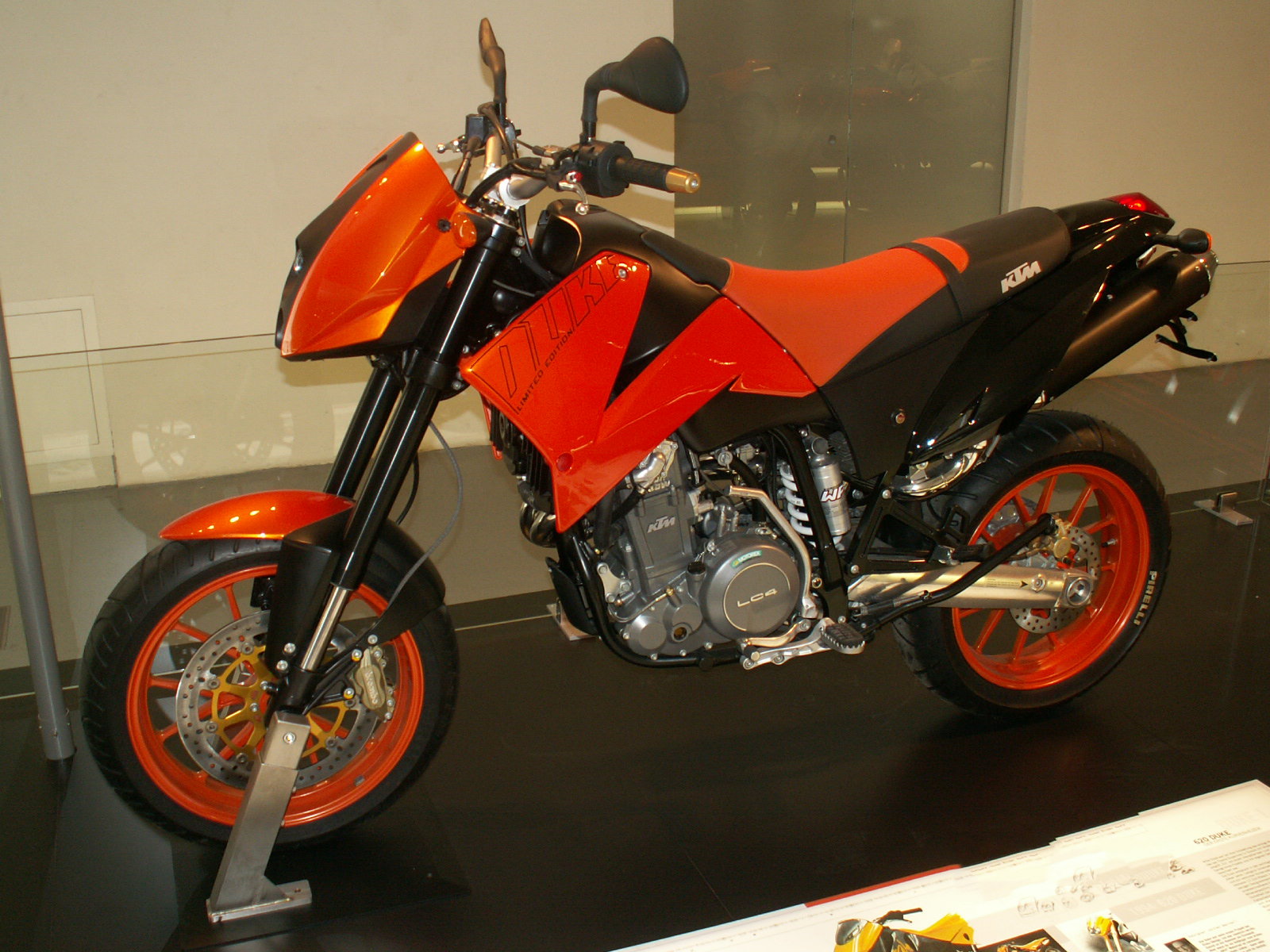
Duke 640 (version II).
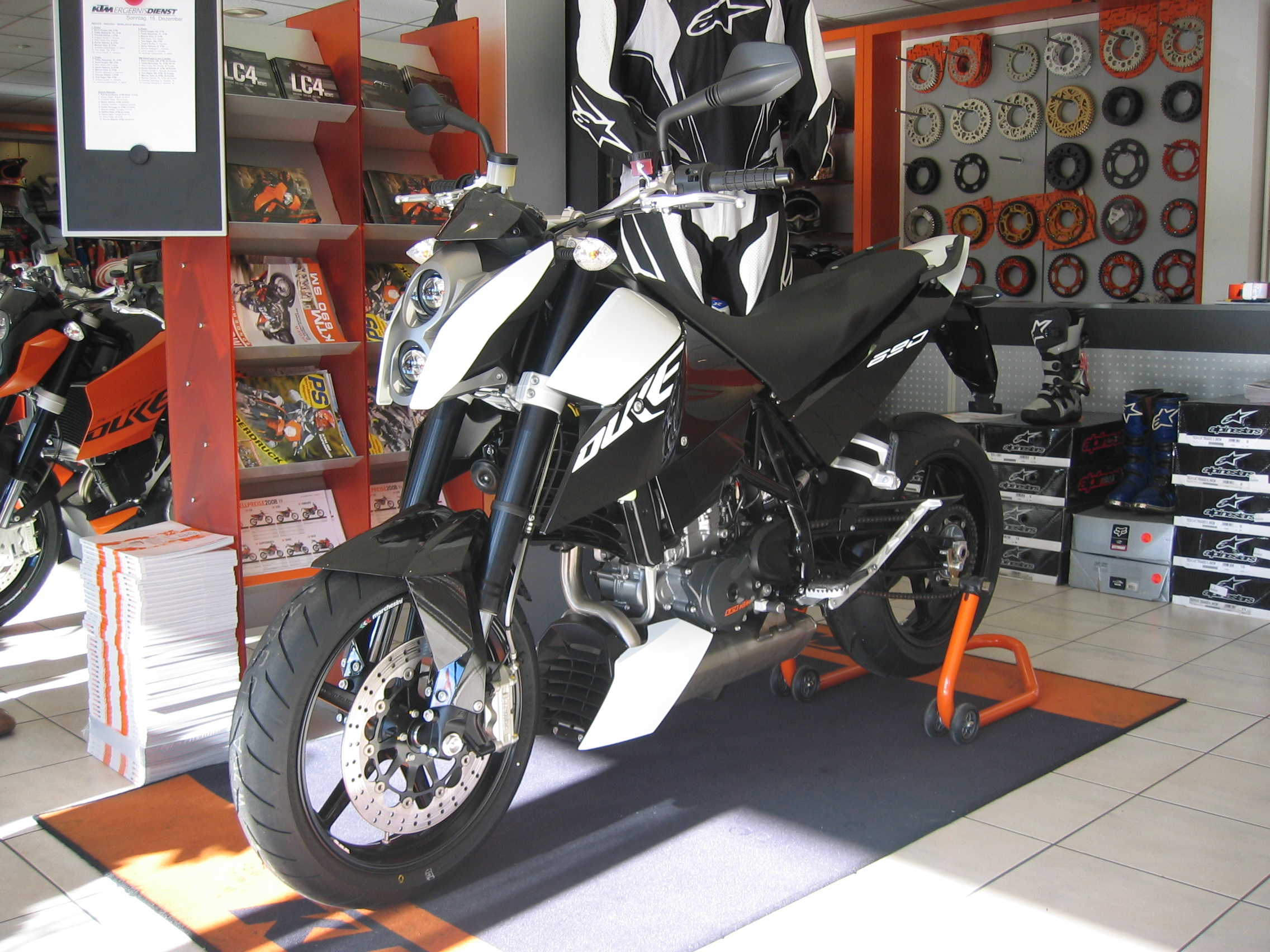
Duke 690 (version III).
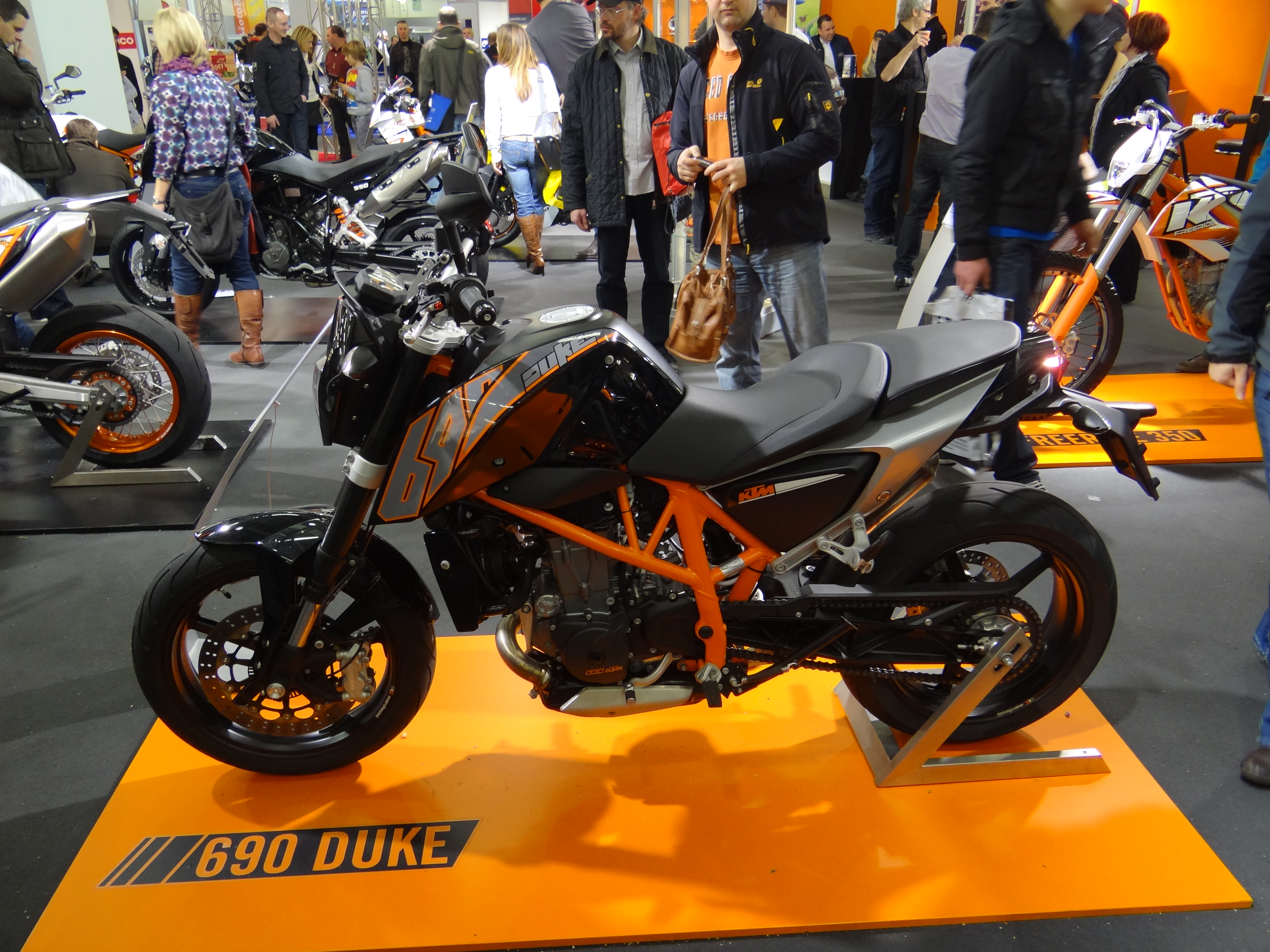
Duke 690 (version IV).

| Modèles                         | 620                                                | 640                                                        | 690                                                     | 690,                                                       |
| ------------------------------- | -------------------------------------------------- | ---------------------------------------------------------- | ------------------------------------------------------- | ---------------------------------------------------------- |
| Train avant                     | Fourche téléhydraulique WP Ø 40 mm                 | Fourche téléhydraulique inversée WP Ø 43 mm, déb. : 140 mm | Fourche téléhydraulique inversée Ø 48 mm, déb. : 140 mm | Fourche téléhydraulique inversée WP Ø 43 mm, déb. : 135 mm |
| Frein avant                     | 1 disque Ø 320 mm, étrier Brembo à 4 pistons       | 1 disque Ø 320 mm, étrier 4 pistons                        | 1 disque Ø 320 mm, étrier radial 4 pistons              | 1 disque Ø 320 mm, étrier radial 4 pistons                 |
| Roue avant                      | 17×3,5" (jante) 120/70 - 17" (pneu)                | 17×3,5" (jante) 120/70 - 17" (pneu)                        | 17×3,5" (jante) 120/70 - 17" (pneu)                     | 17×3,5" (jante) 120/70 - 17" (pneu)                        |
| Cadre                           | Treillis en acier, bras oscillant en aluminium     | Simple berceau dédoublé en acier                           | Treillis au chrome-molybdène                            | Treillis tubulaire au chrome-molybdène                     |
| Réservoir (L)                   | 11                                                 | 11,2                                                       | 13,5                                                    | 14                                                         |
| Hauteur de selle (mm)           | 860                                                | 900                                                        | 865                                                     | 835                                                        |
| Roue arrière                    | 160/60 - 17" (pneu)                                | 160/60 - 17" (pneu)                                        | 160/60 - 17" (pneu)                                     | 160/60 - 17" (pneu)                                        |
| Amortisseur                     | Mono-amortisseur WP monoshock                      | Mono-amortisseur WP, déb. : 170 mm                         | Mono-amortisseur, déb. : 140 mm                         | Mono-amortisseur WP, déb. : 135 mm                         |
| Frein arrière                   | -                                                  | disque Ø 220 mm, étrier 1 piston                           | disque Ø 240 mm, étrier 1 piston                        | disque Ø 240 mm, étrier 1 piston                           |
| Poids à sec (kg)                | 143                                                | 152                                                        | 150                                                     | 148,5                                                      |
| Transmission                    | Boîte à 5 rapports, transmission finale par chaîne | Boîte à 5 rapports, transmission finale par chaîne         | Boîte à 6 rapports, transmission finale par chaîne      | Boîte à 6 rapports, transmission finale par chaîne         |
| Moteur                          | Monocylindre, 4-temps, refroidissement liquide     | Monocylindre, 4-temps, refroidissement liquide             | Monocylindre, 4-temps, refroidissement liquide          | Monocylindre, 4-temps, refroidissement liquide             |
| Alimentation                    | 1 carburateur Ø 40 mm                              | 1 carburateur Ø 40 mm                                      | Injection Ø 46 mm                                       | Injection                                                  |
| Distribution                    | 1 ACT, 4 soupapes par cylindre                     | 1 ACT, 4 soupapes par cylindre                             | 1 ACT, 4 soupapes par cylindre                          | 1 ACT, 4 soupapes par cylindre                             |
| Cylindrée (cm3)                 | 609                                                | 624,6 (101 × 78 mm)                                        | 653,6 (102 × 80 mm)                                     | 690 (105 × 79,7 mm)                                        |
| Puissance (ch)                  | 50                                                 | 55 à 7 500 tr/min                                          | 65 à 7 500 tr/min                                       | 73 à 8 000 tr/min                                          |
| Rapport poids/puissance (kg/ch) | 2,86                                               | 2,76                                                       | 2,30                                                    | 2,03                                                       |
| Couple (mkg)                    | -                                                  | 5,8 à 5 500 tr/min                                         | 6,7 à 5 500 tr/min                                      | 7,3 à 6 500 tr/min                                         |
| Émission de CO2 (g/km)          | -                                                  | -                                                          | -                                                       | 80                                                         |
| Version R                       |                                                    |                                                            | oui                                                     | oui                                                        |
| ABS                             |                                                    |                                                            | oui                                                     | oui                                                        |
| Angle de chasse (°)             | -                                                  | -                                                          | -                                                       | 63,5                                                       |

## Autres modèles de la gamme Duke
Ethnologiquement, « Duke » veut dire duc en allemand et en anglais, faisant ainsi référence à la noblesse et au pouvoir.
Les modèles de la gamme KTM présentent un look plutôt agressif.

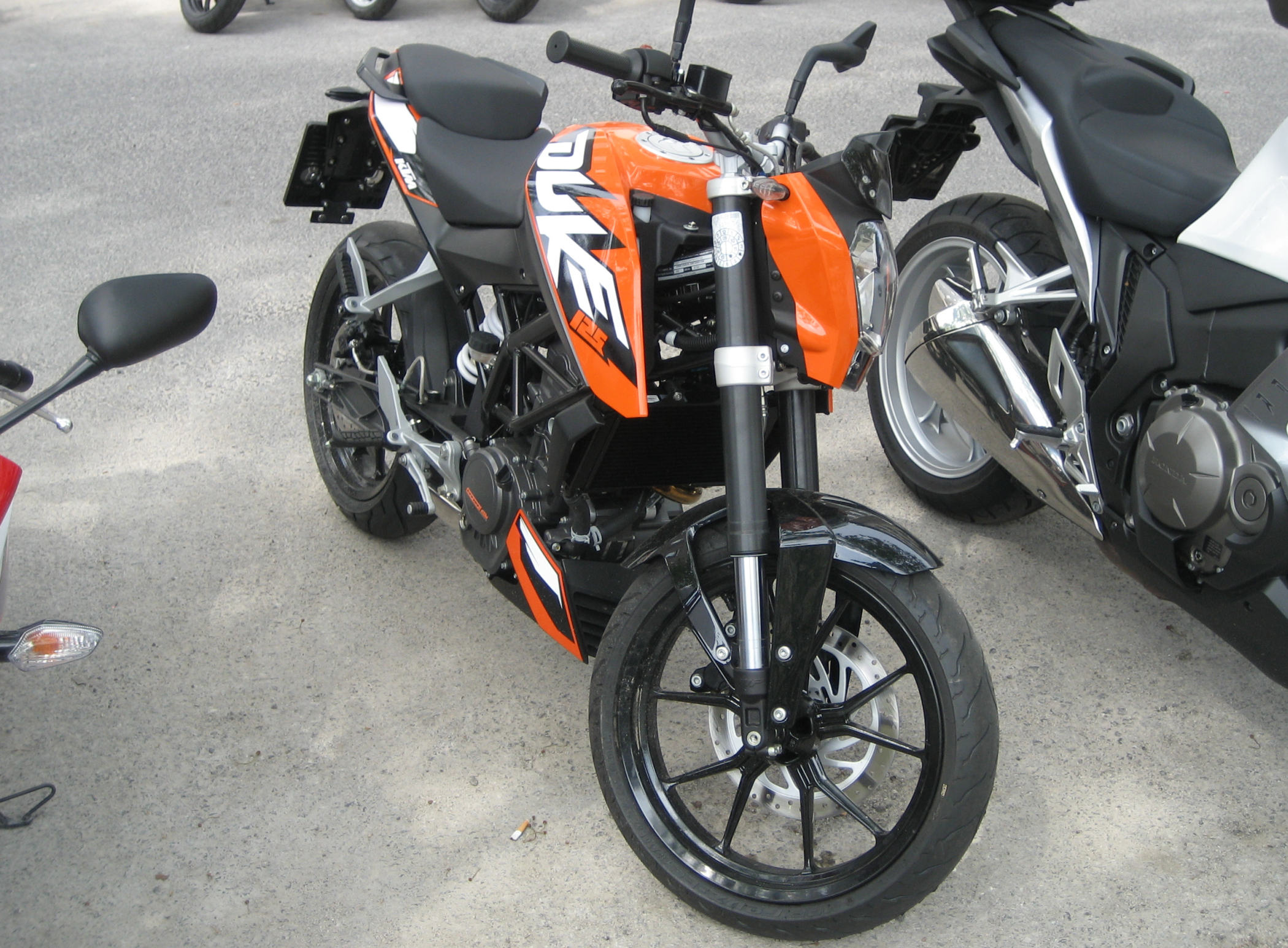
Duke 125.
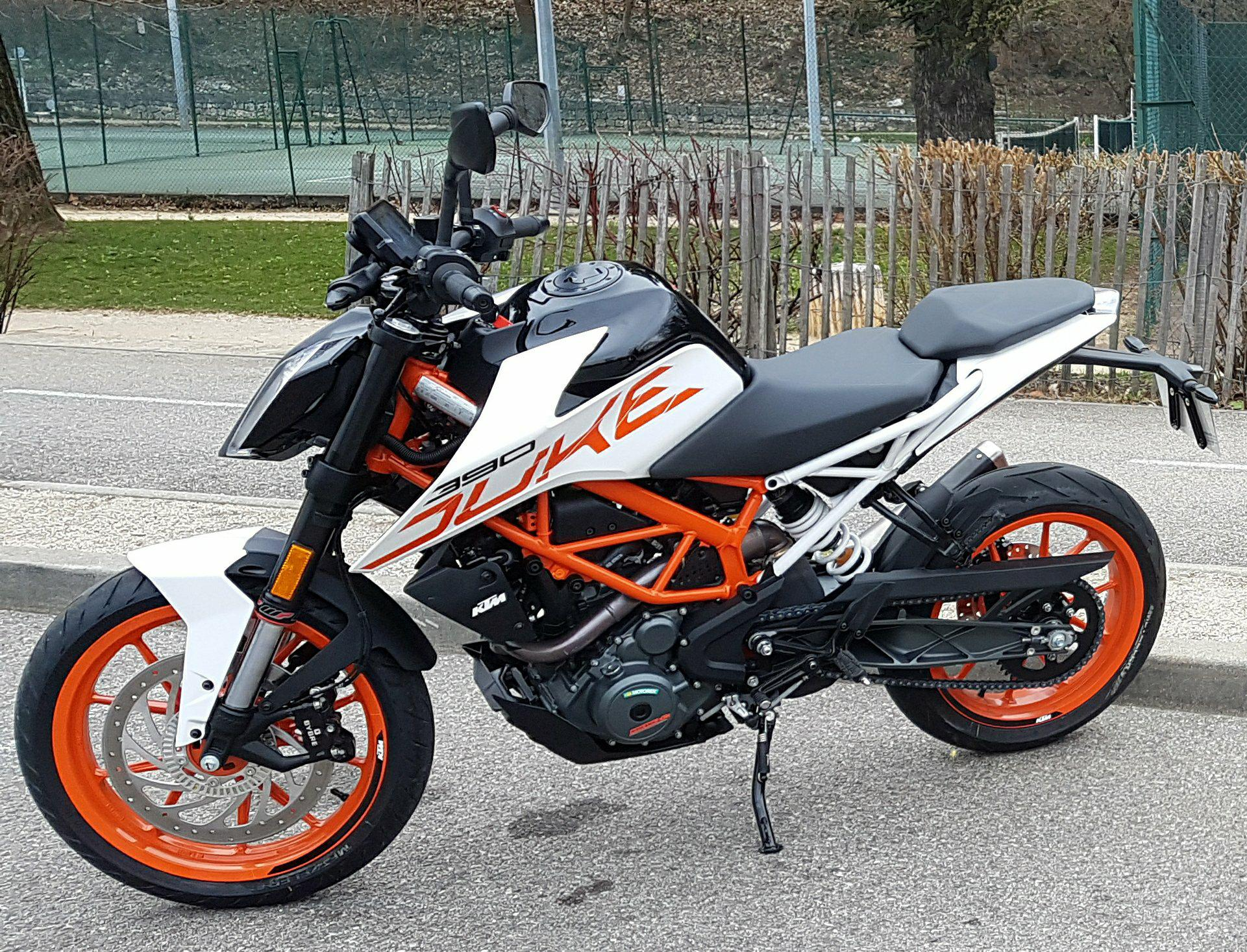
Duke 390.
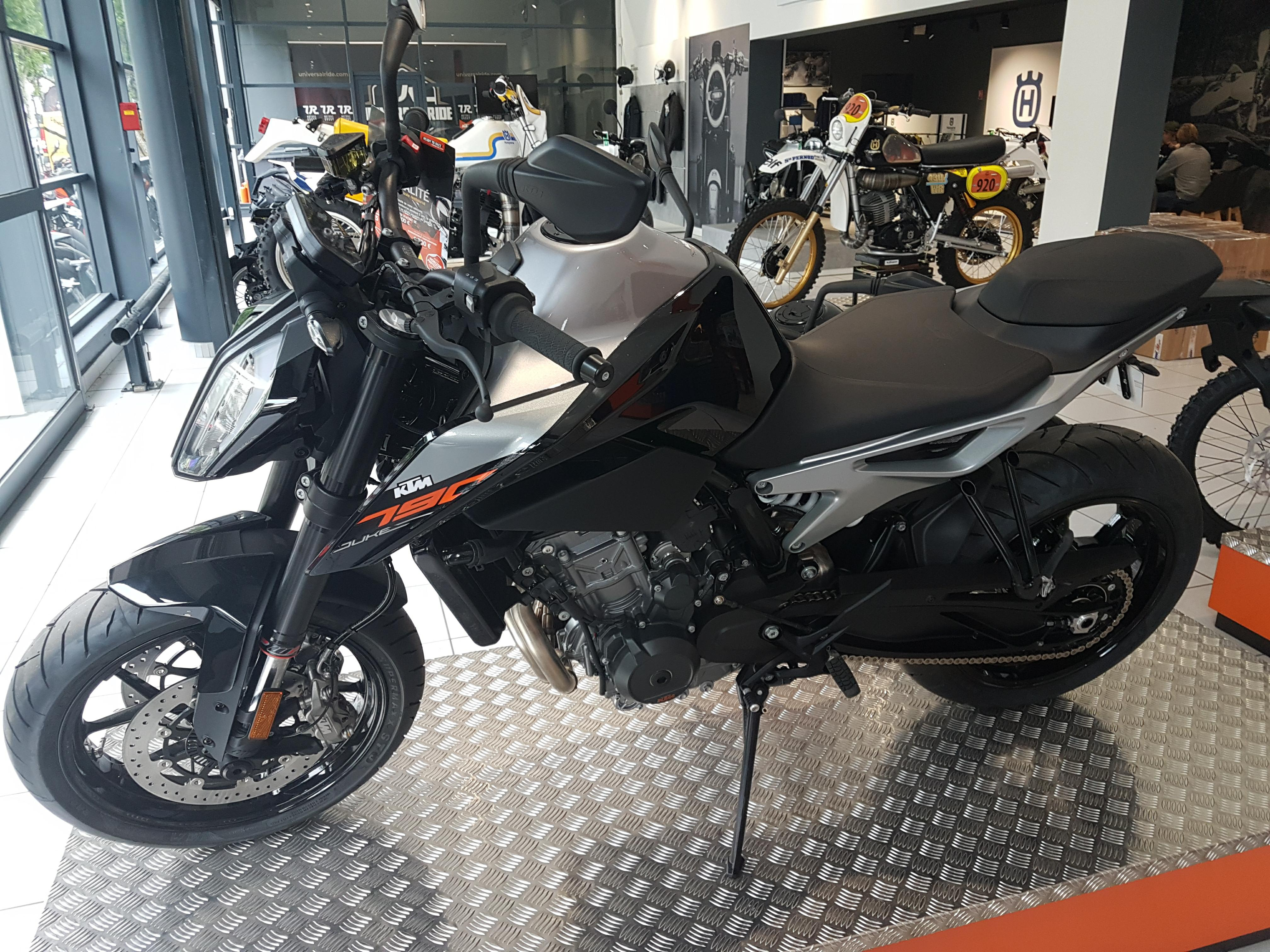
Duke 790.
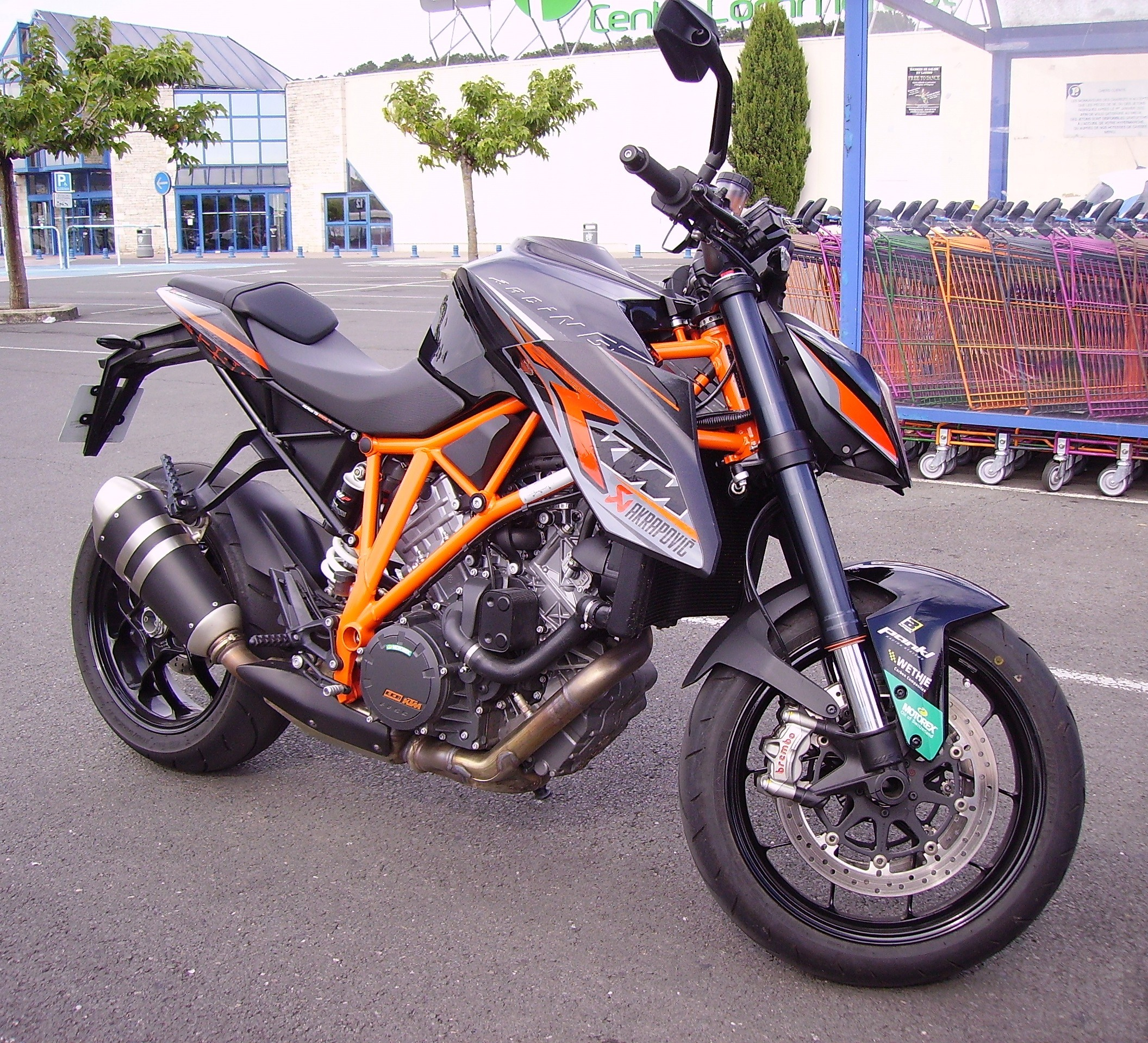
Super Duke 1290 R.